# Crise autistique
La crise autistique est une réponse intense, généralement incontrôlable, à une situation vécue comme une souffrance et/ou un bouleversement émotionnel par des personnes autistes. 
« Irritabilité », « crise de nerfs » et « crise de colère » sont des termes qui ont été autrefois utilisés pour décrire ce comportement, mais qui sont inappropriés. Ces crises sont généralement créées par l'imprévu, une surcharge émotionnelle et/ou sensorielle (surstimulation). 
On distingue aujourd'hui deux grands types de crises autistiques : 
- le meltdown (ou « effondrement autistique »), une crise explosive pouvant entraîner des manifestations émotionnelles intenses (cris, pleurs, gestes violents) ;
- le shutdown (ou « repli autistique »), une période d'épuisement et de retrait survenant chez une personne submergée par l'émotion ou un excès de stimuli (sonores, lumineux, odorants, tactiles...). Cette crise peut durer plusieurs jours, et peut être confondue avec la fatigue chronique ou la dépression. Elle survient généralement après une crise explosive.

Il existe une grande variété de comportements observés durant ces crises, que chaque personne autiste peut vivre de manière unique, et différente selon le contexte, l'évènement déclencheur, mais aussi l'âge et l'expérience.
Ces crises, surtout quand elles ne sont pas comprises par l'entourage, accentuent les difficultés d'insertion sociale (scolaire et professionnelle notamment) de la personne autiste. Des routines, la détection et prises en compte de signes précurseurs, la prévisibilité (de la journée, de l'agenda), l'évitement des surcharges émotionnelles et sensorielles (ex : limitation du bruit perçu grâce à un casque anti-bruit) et diverses techniques de gestion du stress et des émotions peuvent limiter le nombre de crise et leur intensité, et améliorer leur prise en charge par les proches-aidants.
Ces crises se manifestent toutes, plus ou moins cycliquement, par une réaction intense et subie par la personne autiste qui la vit. Elles s'accompagnent durant l'enfance et l'adolescence d'une détresse morale et de troubles anxieux.

## Types de crises
On distingue généralement :
- les crises autistiques explosives (aussi dites « meltdown »), souvent confondues, chez les enfants notamment, avec des accès de colère, des caprices ou entêtements ;
- les crises autistiques d'épuisement (aussi dites  « shutdown »), parfois aussi qualifiés d' effondrements ; elles durent souvent plusieurs jours, et ne doivent pas être confondues avec la fatigue chronique ou avec la dépression, dont la guérison prend toujours un certain temps[2]. Ces crises surviennent souvent après une crise explosive. Si la crise est plus longue, il peut s'agir d'un « burnout autistique »[3],[4],[5],[6],[7],[8].

## Prévalence, fréquence
La prévalence des crises autistiques est probablement sous-estimée car fréquemment confondues avec des crises de colère (à l'école par exemple). 
Le nombre et l'intensité de ces crises diminuent souvent avec l’âge, mais elles peuvent, chez certaines personnes, s’aggraver avec l’âge.

## Spécificités
Il n’existe pas de distinction scientifiquement consensuelle pour différencier une crise de colère et d'une crise autistique explosive de type Meltdown,. Dans la littérature, ces termes sont souvent utilisés de manière interchangeable ou en fonction de la population étudiée,,,. Des crises de colères passagères sont normales du point de vue du développement, mais chez les enfants neurotypiques, leur fréquence diminue à mesure que l'enfant grandit ; alors que chez les enfants et adolescents autistes, ces crises peuvent persister plus longtemps et, dans un tiers des cas, elles s'aggravent quand l'enfant grandit.
Les crises autistiques ne sont pas manipulatrices ; elles ne sont pas des choix, mais résultent d’une détresse aiguë. 

## Période post-crise
Les personnes autistes oublient souvent les détails de ce qui s’est passé pendant leurs crises.

## Comorbidités
- L'épilepsie (Syndrome de West y compris) est plus fréquente chez les personnes présentant un trouble du spectre de l’autisme que dans la population générale, en particulier chez les personnes (14% de risque en plus) ayant eu des crises d'épilepsie très jeunes dans l'enfance[17]. Le risque d'une épilepsie débutant à l’adolescence semble aussi plus élevé chez la personne autiste, sans que cette association soit expliquée [une hypothèse est que les personnes autistes et épileptiques pourraient manquer d'une protéine (PMCA2/ATP2B2), protectrice contre la suractivation neuronale][18]. Quand elle est associée à un « meltdown » elle doit être prise en charge[réf. nécessaire]. Dans ce cas, il est recommandé de laisser la crise suivre son cours sans tenter d'immobiliser la personne ou empêcher les convulsions, en limitant l'entourage aux personnes indispensables à la prise en charge, en éloignant les lunettes ou objets dangereux proches, en desserrant les vêtements, en plaçant un objet mou ou un vêtement sous la tête ; les  crises durent souvent moins de 5 minutes (sinon contacter un service d'urgence). Après les convulsions mettre la personne en position latérale de sécurité pour que les voies respiratoires soient libres, la rassurer, lui expliquer ce qui s'est passé en la touchant le moins possible, sauf si elle en manifeste le désir.
- Syndromes d'hyperactivité avec déficit de l'attention.
- Syndrome de Gilles de la Tourette.
- Autres troubles (troubles affectifs, trouble obsessionnel compulsif (TOC).
- Mutisme sélectif[19],[20]

## Sources
Luke Beardon affirme qu'une crise autistique est une « réponse intense à un état de dépassement » de la personne, source d'une souffrance psychique devenant insupportable.
Les crises peuvent être mal interprétées par un personnel médical insuffisamment formé, par les premiers intervenants et les forces de l'ordre, ce qui peut conduire à une escalade de la situation. Il est essentiel de reconnaître la différence entre les crises autistique et une colère typique pour apporter une réponse et un soutien appropriés (pp2033-2034)

## Prévention des crises
Prévenir les crises autistiques est souvent, au moins dans une certaine mesure possible, notamment quand le diagnostic est précoce et avec l'aide de professionnels de la santé, et d'un accompagnement adapté pour mieux comprendre, anticiper et éventuellement gérer les crises (thérapies comportementales).
Ces stratégies sont nécessairement personnalisées et peuvent, par exemple, s'appuyer sur des supports visuels, l'aménagement d'un environnement calme, l'apprentissage des signes précurseurs et de techniques d'évitement du stress et d'automutilations dangereuses, l'apprentissage de techniques de relaxation, de yoga et de gestion des émotions. 
Communiquer de manière adéquate avec la personne autiste peut aider à mieux comprendre ses besoins et à l'aider à exprimer ses émotions.
« De nombreux symptômes présentés par les enfants et les adolescents autistes peuvent certes être soulagés par des psychotropes, mais à l'heure actuelle, il n'existe pas de schéma thérapeutique clairement établi (peut-être en raison de la grande hétérogénéité des troubles). Il n'existe aucun traitement curatif qui serait fondé sur une étiologie affirmée de l'autisme, et il n'existe pas de traitement médicamenteux spécifique des troubles du langage ou de la socialisation ».

### Vidéographie
- Collectif l'Humain visible, « "Se Réapproprier sa Vie après le diagnostic" « Autisme, TSA » Point de vue intérieur #5 : Manon », 7 juin 2024 (consulté le 6 décembre 2024).
- Fondation Jean Allard, « témoignage : L'autisme: Témoignage de Philippe Desmeules  Les crises autistiques Full HD », 9 mai 2017 (consulté le 18 décembre 2024).
- Alistair - HParadoxæ, « Mieux comprendre l'autisme : Les crises autistiques », 23 juin 2019 (consulté le 18 décembre 2024).

### Moocs, formations
- Cours sur l'autisme
- Alistair - HParadoxæ, « Mieux comprendre l'autisme : Les crises autistiques », 23 juin 2019 (consulté le 15 décembre 2024)